# 依納爵·扎卡一世·伊瓦斯

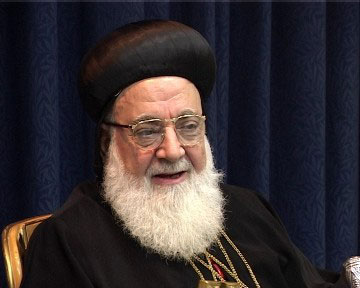

依納爵‧扎卡一世‧伊瓦斯（1933年4月21日—2014年3月21日），安提约基亚和全东方叙利亚东正教会第122任宗主教。
1957年11月17日晉鐸，曾被委派為教會在梵蒂岡第二次大公會議的觀察員。1963年11月17日升為摩蘇爾都主教。1980年6月25日當選宗主教，並於9月14日就職。2014年3月21日逝世於德國基爾。